# Anna Maria Rückerschöld
Anna Maria Rückerschöld, före adlandet Rücker, född 5 februari 1725 i Hedemora landsförsamling, Kopparbergs län, död 25 maj 1805 i Jakobs församling, Stockholm, var en svensk författarinna som skrev ett flertal populära böcker om hushållning och matlagning under sent 1700- och tidigt 1800-tal.
Rückerschöld växte upp i ett högborgerligt hem i Dalarna och i kretsen kring sin morfar Christopher Polhem. Hon fick aldrig någon formell utbildning, men lärde sig genom att följa sina bröders undervisning i hemmet. 1750 gifte sig Rückerschöld med en hovrättskamrer och flyttade först till en gård i Upplands Väsby och senare till Stockholm. Hon fick fyra barn, men överlevde samtliga och även sin make, och dog i Stockholm 1805.
Rückerschöld propagerade även för kvinnors rätt till utbildning inom hushållsfrågor och förde ut sina åsikter i ett anonymt brev i tidskriften Allmänna Magazinet 1770, ett brev som senare har tillskrivits henne. Tillsammans med Cajsa Warg och andra kokboksförfattarinnor var hon en inflytelserik profil inom det kulinariska området i Sverige under den gustavianska tiden. Till skillnad från Cajsa Warg sysslade Rückerschöld även med samhällsfrågor och hushållsekonomi.

## Biografi
Anna Maria Rückerschöld föddes 5 februari 1725 som dotter till Emerentia Polhem och Reinhold Rücker,  jurist vid hovrätten i Stockholm och sedermera adlad Rückersköld. Hon växte upp i Stjärnsund och Hedemora i en familj med sju flickor och tre pojkar. Familjen tillhörde det övre samhällsskiktet och fadern adlades 1751 på namnet Rückersköld, samma år som han dog. Fadern var ofta frånvarande medan han arbetade i Stockholm och lämnade hushållet åt sin fru. Eftersom Rückerschöld var dotterdotter till uppfinnaren och bruksägaren Christopher Polhem, tillbringade hon delar av sin barndom med sin morfar på Stjärnsund. När hon var tolv år skickades hennes tre bröder till Uppsala universitet för att få en utbildning. De sju systrarna blev kvar i Hedemora utan att få chansen till en formell skolning, något som så gott som inga flickor fick vid den tiden. Den bildning som är påtaglig i hennes verk skaffade hon sig dels genom att närvara vid brödernas tidiga undervisning av informator i hemmet, dels genom att läsa mycket på egen hand.
År 1750 gifte sig Rückerschöld med hovrättskamrern Jonas Jakobsson Dahl i Stockholm, utbildad i Uppsala och son till en manufakturägare. Rückerschöld behöll, som de allra flesta kvinnor vid den här tiden, sitt flicknamn hela livet och ändrade det först när hennes far adlades 1751 och lade till ”-schöld” till sitt efternamn. Hon var 25 år när hon gifte sig och Dahl 33. Paret fick sitt första barn, Emerentia, 1751, följt av dottern Anna Lovisa (1753) och sönerna Carl Wilhelm (1754), Reinhold Jonas (1756), alla födda i Stockholm. Anna Lovisa dör samma år som hon föds och sönerna Carl Wilhelm och Reinhold Jonas dör av kopporna 1758. De flyttade 1760 till Sätra gård i dagens Upplands Väsby (Ed socken) strax norr om Stockholm.
Rückerschöld födde ytterligare tre barn 1759 och 1762 och 1765, Maria Fredrica, Christopher och Chierstin, men Chierstin dog bara sju timmar efter födseln. De övriga tre nådde vuxen ålder. Emerentia gifte sig med en småländsk lagman, Johan Bergencreutz, medan Maria Fredrica förblev ogift. Christopher gick till sjöss och hördes aldrig av igen. Familjen dyker därefter upp i källorna först 1775 som boende i Stockholm. Makarna överlevde alla sina barn; Dahl dog 1796 och Rückerschöld 1805.

## I den offentliga debatten

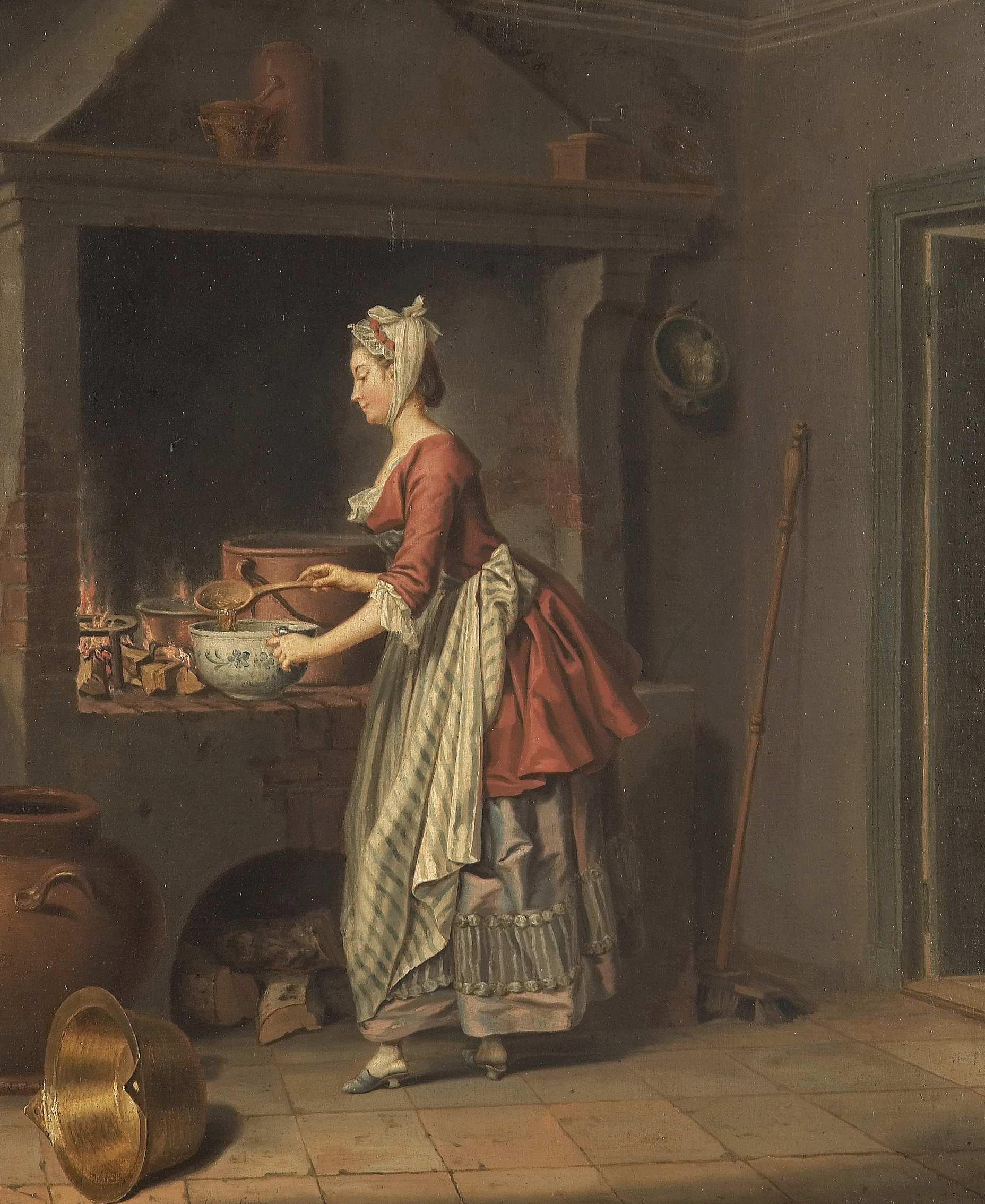
En köksinteriör från andra hälften av 1700-talet. En piga öser soppa ur en kittel (olja på duk) av Pehr Hilleström.

Rückerschöld är mest känd för sina böcker om matlagning och hushållning men även en artikel som argumenterade för att kvinnor skulle få utbildning i hushållskunskap har tillskrivits henne. Artikeln publicerades februari 1770 i form av ett brev med titeln Det Olyckliga Swenska Fruentimrets Böneskrift till Allmänheten i tidskriften Almänna Magazinet med signaturen ”Fru D**” (troligen ”Fru Dahl”). Identifieringen av Rückerschöld som författare till artikeln har gjorts av historikern Agneta Helmius och grundar sig på brevväxling med Carl Christoffer Gjörwell den äldre, utgivaren av Almänna Magazinet. I brevväxlingen tackade Rückerschöld Gjörwell för att hon fått en av sina skrifter publicerad och skrev ”och skulle jag i min lilla wrå blifwa fullkomligen tillfredställd, om jag finge öfwerlefwa det minsta åtgärd af det jag till min kiöns förmåner i min simpla skrift dristat pårycka”.
Artikeln publicerades under en tid då det fördes en livlig allmän debatt. Tryckfrihetsförordningen hade utfärdats 1766 och uppmuntrade till en öppen diskussion om hur man kunde förbättra det svenska samhället. Ekonomi, migration, jordbruk och utbildning var bland de hetast omdiskuterade ämnena, och i det ingick den problematiska situation som ogifta medelklasskvinnor befann sig i. Utan en make hade en svensk kvinna under sent 1700-tal svårt att hitta försörjningsmöjligheter, särskilt då tjänstefolk ur lägre samhällsklasser ofta fick anställning som hushållerskor och därmed minskade möjligheten till anställning för ogifta kvinnor.
Rückerschöld försvarade den ”naturliga” uppdelningen mellan kvinnliga och manliga sysselsättningar, men förordade samtidigt att man skulle upprätta skolor där man lärde ut hushållssysslor, som matlagning, sömnad och grundläggande kunskaper i hushållsekonomi. Hon ansåg att behovet av praktiska hushållskunskaper skulle prioriteras framför sociala färdigheter avsedda att behaga omgivningen, till exempel musikalitet, broderi och konst. Genom allegorier uttryckte hon sin syn på hur män och kvinnor skulle förhålla sig till varandra och hur hon ömmade för sina medsystrars välbefinnande. För att visa hur allvarligt hon såg på frågan jämförde hon de svenska kvinnornas villkor med Filomela, en figur ur den grekiska mytologin som våldtogs av sin systers man som också skar ut hennes tunga så att hon inte kunde berätta om övergreppet. Filomela lyckades i slutändan avslöja sin svågers brott genom att tålmodigt återge sin berättelse genom sitt broderi.
I sin filosofi var Rückerschöld mycket präglad av upplysningens och frihetstidens idéer och därmed en god representant för epoken. Hennes intresse för hushållningen berodde på att hon ansåg att hushållningen var så viktig för samhällsekonomin att dess åsidosättande kunde få allvarliga konsekvenser för samhället som helhet. Hon ivrade därför för att utveckla hushållsvetenskapen, ett ämne som först på 1900-talet infördes på forskarnivå.

## Hushållslitteratur

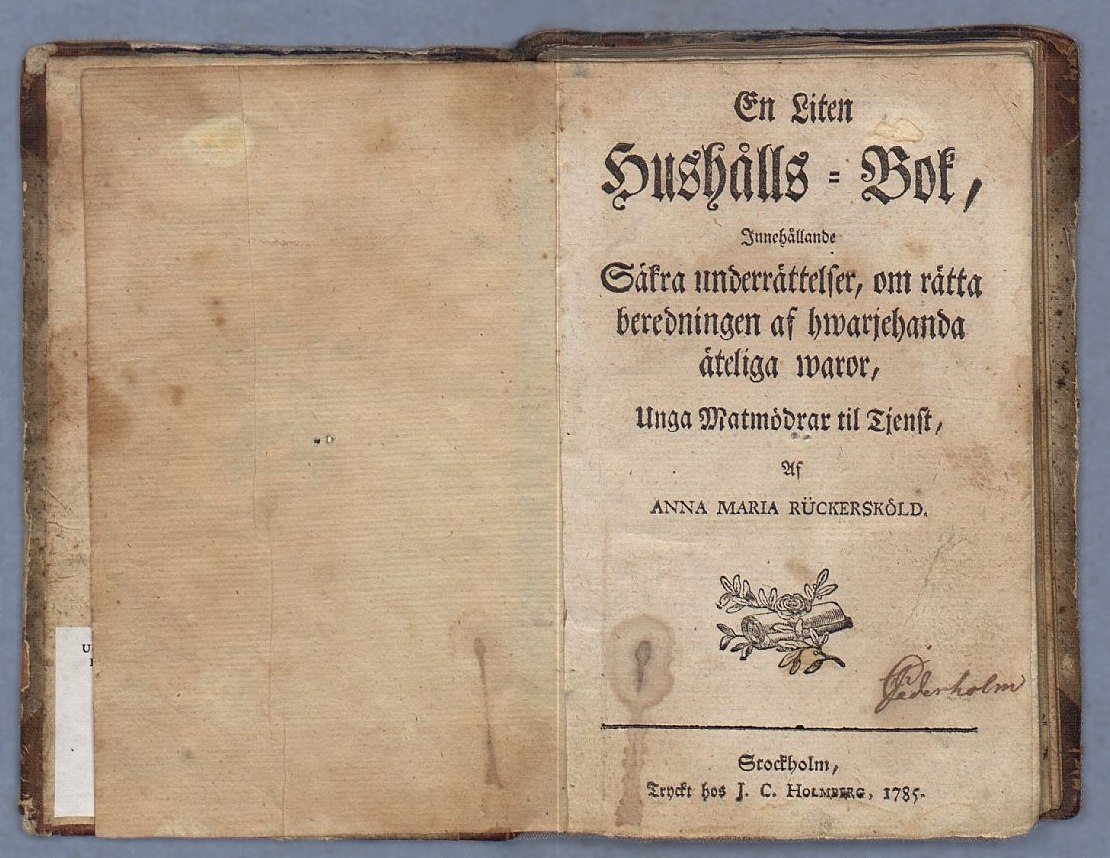
Titelsida från En Liten Hushålls-Bok av Rückerschöld. Boken har undertiteln "Säkra underättelser, om rätta beredningen af hwarjehanda äteliga waror, Unga Matmödrar till Tjenst".

År 1785, femton år efter att hon skrev sin appell för kvinnlig utbildning i hushållskunskaper, gav Rückerschöld ut En Liten Hushålls-Bok under eget namn. Boken innehåller diverse praktiska råd för hushållsarbete: matlagning, städning, tvätt, ölbryggning, slakt, med mera. Den var klart påverkad av sin tids merkantilistiska ekonomiska idéer om att man skulle vara självförsörjande i största möjliga mån. Hon rådde därför sina läsare att utnyttja närbelägna naturresurser som bär och svamp och att ersätta importerade varor med lokala produkter, exempelvis vin mot saft och att använda vinäger framställd av egenodlad frukt. Antalet egentliga recept är få och samtliga beskriver hur man gör vardagsrätter som gröt och soppa. För finare matlagning som inte var lika sparsam och ekonomisk rekommenderade Rückerschöld andra kokböcker, där Cajsa Wargs kokbok framställdes som den främsta.
En Liten Hushållsbok blev tillräckligt populär för att tryckas i ytterligare två upplagor och 1796 utkom Rückerschölds första riktiga kokbok, Den Nya och Fullständiga Kok-Boken. Den var betydligt mer omfångsrik, över 300 sidor, och innehöll även recept på finare rätter. Trots det höll Rückerschöld fast vid sina ursprungliga sparsamhetsideal. I förordet beskriver hon Wargs kokbok som alltför extravagant för nybildade hushåll även om boken ”owedersägligen [är] den bästa i sit slag” och kan ursäktas med att den skrevs under bättre tider av en författare som arbetade i ett rikt kök. I kokboken fortsätter Rückerschöld att argumentera för hur viktigt det är för kvinnor att vara skickliga hushållerskor; utan den kunskapen kan de inte uppfylla sitt kvinnliga kall. Boken innehåller också korta beskrivningar av arketypiska hushållerskor som tjänar som varnande exempel då de försummat hushållet till förmån för smink, läsning, fromhetsutövning och att ägna sig för mycket åt det som är tjänstefolkets sysslor. Bara det sista exemplet, Beningnia, tjänar som ett ideal att rätta sig efter. Genom att vara ödmjuk, flitig och kunnig och genom att vara den som först vaknar och sist går till sängs visar hon att hon är ”sin mans Ära, husets krona, husfolkets glädje, wännernas frögd, de fattigas hugswalerska, de tröstlösas råd, de bertryktas tillflygt, och slutligen elaka grannars afunds föremål”.
Före sin död hann Rückerschöld skriva ytterligare två böcker om hushållsarbete och matlagning: Fattig Mans Wisthus och Kök och En Liten Hushålls-Cateches. Den första gavs ut 1796 och riktade sig till en bredare läsarkrets än de tidigare verken. I den ingick inte bara mindre stadshushåll utan även bondehushåll som utgjorde den överväldigande majoriteten av den svenska befolkningen vid den tiden. Än en gång betonades att kvinnor behövde ha gedigna kunskaper om hushållet och boken manar dem att ta väl hand om hushållsekonomin för att förhindra inkompetenta män från att ruinera familjen. Förutom recept på enklare rätter finns besparingsråd såsom hur man bakar eget bröd eller går samman med grannarna för att köpa större mängder mat till lägre pris. Bokens upplägg är att Rückerschöld själv går husesyn i ett bondehushåll och får se ladan, visthuset, köksträdgården, o.s.v. och har synpunkter på förbättringar i samtliga fall. Fattig Mans Wisthus och Kök fick Patriotiska sällskapets silvermedalj som den första kokboken avsedd för fattigare hushåll. Trots att sällskapet redan på 1770-talet hade utlyst priset var det inte förrän 1797 som det tillföll Rückerschöld och föranledde en andra upplaga.
En Liten Hushålls-Cateches kom ut 1800 och omfattade bara 43 sidor. I denna sista bok upprepade Rückerschöld en sista gång vikten av hushållskunskaper och att flickor redan i tidig ålder borde få delta i arbetet kring hemmet hellre än att man gav dem opraktisk bildning. Samtidigt som hon ansåg att kvinnor skulle respektera den av Gud givna ordningen i hemmet och vara såväl lydiga som ödmjuka, så uppmuntrade hon kvinnor att ta saken i egna händer; bristen på hushållskunskaper skulle vägas upp genom att dela med sig av kunskaper och föra vidare lärdomar från generation till generation.
Rückerschöld var den första svensk som beskrev tillagning av potatis, som hon också förespråkade. Det är svårt att avgöra hur egenartade och nydanande hennes recept och råd är; böckerna innehöll en rad konkreta och handfasta tips, men det är oklart hur väl läst hon var i en tid då böcker var förhållandevis ovanliga och dyra. Vid sidan av hushållning med resurserna framhöll hon vikten av hygien vid matlagning, diskuterade kopplingen mellan mat och hälsa och förespråkade plantering av fruktträd och bärbuskar. Hennes idéer har av historikern Agneta Helmius liknats vid dem som morfadern Polhem framfört i Samtal emellan en svär-moder och sonhustru, särskilt vad gäller att maten borde lagas så att inte råvarornas ”spiritus”, dess inneboende naturliga kraft, försvagades. Rückerschöld var inte bara en föregångare vad gäller kvinnofrågor utan även i förslaget att upprätta hushållsskolor, vilket blev verklighet först på 1900-talet.